# The Wheat Princess
La Principessa del Grano (The Wheat Princess) è il secondo romanzo della scrittrice statunitense Jean Webster, pubblicato nell'ottobre del 1905. L'opera, ambientata in Italia (tra Roma e Palestrina) alla fine dell'Ottocento, è stata ispirata dai viaggi che l'autrice ha compiuto in Italia. 
La prima versione del romanzo fu Villa Gianini, racconto pubblicato nell'aprile del 1901 sul Vassar Miscellany, in seguito modificato e ampliato dalla scrittrice, fino a diventare un romanzo.

## Trama
Marcia Copley, giovane e attraente figlia di un milionario statunitense, si reca in visita a Roma dai suoi zii, Howard e Katherine Copley, che hanno deciso di soggiornare per la stagione primaverile a Villa Vivalanti, un'antica dimora nei pressi di Palestrina. 
Marcia fa la conoscenza di due uomini diametralmente opposti: Paul Dessart, un aspirante pittore, immaturo e spensierato, e Laurence Sybert, attraente e tormentato segretario dell'ambasciatore degli Stati Uniti, nonché caro amico di suo zio.
Inizialmente Marcia e Laurence si detestano (lui la ritiene una ragazza viziata e superficiale mentre lei lo giudica un uomo freddo e sarcastico), ma col tempo si innamorano.
È proprio Laurence ad aprirle gli occhi sulle reali condizioni in cui versa l'Italia. Marcia scopre che suo padre, con i suoi affari, è il principale responsabile di una grave carestia di grano: motivo per cui tutti la chiamano dispregiativamente "Principessa del grano". Suo zio Howard le aveva taciuto la verità per non allarmarla e stava cercando di rimediare al vergognoso comportamento del fratello.
Marcia e Laurence fanno di tutto per aiutare il popolo. Sul finale, dopo essere sopravvissuti a un attentato organizzato da alcuni ribelli e dopo aver chiarito alcuni equivoci (Laurence crede che Marcia sia fidanzata con Paul), decidono di sposarsi e di tornare in America, cercando comunque di aiutare l'Italia a risollevarsi.

## Edizioni
- Jean Webster, La Principessa del Grano, traduzione di Sara Staffolani, collana Five Yards, Flower-ed, 2020, ISBN 978-88-85628-72-4.